# Silda truncatalis
Silda truncatalis är en fjärilsart som beskrevs av Walker 1863. Silda truncatalis ingår i släktet Silda och familjen nattflyn. Inga underarter finns listade i Catalogue of Life.